# Jürgen Eyssen
Jürgen Eyssen (* 21. April 1922 in Berlin; † 31. Januar 1988 in Hannover) war ein deutscher Bibliothekar und Bibliotheksdirektor.

## Werdegang
Jürgen Eyssen, Sohn von Bianca Eyssen, geborene Rentz, und des promovierten Chefredakteurs Jan Eyssen, studierte nach dem Abitur 1941 Staatswissenschaften, Germanistik, Geschichte, Kunstgeschichte und Bibliothekswissenschaft. Nach dem Examen als Diplom-Bibliothekar 1939 und der Promotion 1953 zum Doktor der Philosophie war er ab 1953 zunächst in der Stadt- und Landesbibliothek Dortmund, der Stadtbücherei Stuttgart und der Stadtbibliothek Essen tätig. 1955 wurde er in Essen Bibliotheksrat.
Von 1957 bis 1963 war er Direktor der Stadtbibliothek Gelsenkirchen. In dieser Zeit leitete er von 1960 bis 1961 das Deutsche Kulturinstitut Stockholm. Von 1963 bis zum Eintritt in den Ruhestand 1980 war er Leitender Bibliotheksdirektor der Stadtbibliothek Hannover.
Er war Herausgeber der Zeitschrift Buch und Bibliothek, von 1964 bis 1967 Vorsitzender des vom Verein Deutscher Volksbibliothekare, ab 1967 stellvertretender Vorsitzender vom Verein der Bibliothekare an öffentlichen Büchereien und von 1977 bis 1980 Präsident der Internationalen Vereinigung der Großstadtbibliotheken International Federation of Library Associations and Institutions (früher: INTAMEL) sowie ein steter Kämpfer für die Belange der öffentlichen Bibliotheken, wie z. B.

„Wohl niemand wäre auf die Idee gekommen, Gelder für Straßenbeleuchtung oder Müllabfuhr zu kürzen, für die moderne    Großstadt zweifellos lebenswichtige Funktionen. Und der geregelte, stetige Fluß gedruckter Informationen wäre nicht lebenswichtig? … Radikale Beschneidungen von Buchanschaffungsmitteln, wie sie gegenwärtig landauf, landab aus der Bundesrepublik gemeldet werden, sind politisch töricht, ja mehr noch, verantwortungslos … Streichungen von Buchanschaffungsmitteln laufen auf eine Zensur durch den Rotstift heraus.“ 
 (Jürgen Eyssen in Heft 2 der Monatsschrift „Buch und Bibliothek“ von 1976)
Jürgen Eyssen war evangelisch und seit 1951 mit Brigitte Eyssen, geborene Hassencamp, verheiratet.

## Ehrungen
1988 Bundesverdienstkreuz

## Publikationen (Auswahl)
- Das Malerbuch in Frankreich. W. Classen, 1985.
- Die Drucke der Edition Tiessen. Sonderdruck. Ed. Tiesse, Neu-Isenburg 1984.
- Buchkunst in Deutschland: vom Jugendstil zum Malerbuch. Buchgestalter, Handpressen, Verleger, Ill. Schlüter, Hannover 1980, ISBN 978-3-87706-173-2.
- Hannover in historischen Luftbildern. Westermann, Braunschweig 1980, ISBN 978-3-14-508976-5.
- Deutsche Buchkunst 1900–1970: Sondersstellg. Kestner-Museum, 21. Jan. – 14. März 1971. [Katalog].  Stadtbibliothek und Kestner-Museum, Hannover 1971.
- hinricus Coster bant dit, Lübecker Einbandkunst des 15. Jahrhunderts in der Stadtbibliothek Hannover. In: Bibliothek und Wissenschaft. Heft 5, 1968, S. 74–84.
- Bonns lange Leitung nach Stockholm. Die Bundesrepublik Deutschland tut nicht genug für ihre kulturellen Beziehungen zu Schweden. In: Die Zeit. Nr. 25, 1962 (Digitalisat).

## Herausgeberschaften (Auswahl)
- mit Bert Bilzer und Otto Stelzer: Das große Buch der Kunst: Bildband, Kunstgeschichte, Lexikon. [Baukunst, Plastik, Malerei, Graphik, Kunsthandwerk]. [Zeichn.: Heinz Schlobach]. 1958; 3., verbesserte Auflage. Westermann, Braunschweig 1962.
- als Hrsg. mit Horst Möller: Das Dritte Reich: ein Auswahlverzeichnis. 4., veränderte Auflage. Stadtbibliothek Hannover 1982.
- mit Dietmar Storch: Niedersächsisches Lesebuch. 1983; 2. Auflage. Gerstenberg, Hildesheim 1984, ISBN 978-3-8067-8078-9.
- Sonderausstellung; Teil: 68., 500 Jahre Niederlande in Büchern aus d. Stadtbibliothek. Sparkasse d. Hauptstadt, Hannover 1972.
- La Ruhr / Arno Wrubel. Introd. de Jürgen Eyssen. Trad. par David Rosset. Bibliothèque des arts, Paris 1967.
- Encyclopédie des arts: [Peinture, sculpture, architecture, arts graphiques, arts décoratifs] / [Publ. par Bert Bilzer; Jürgen Eyssen; Otto Stelzer]. Publ. sous la dir. de Louis Réau. [Trad. et adaptation française par Marie Somogy]. Beschet, Paris 1960.
- The Picture Encyclopedia of art: A comprehensive survey of painting, sculpture, architecture and crafts, their methods, styles and technical terms, from the earliest times to the present day / [With contributions by Bert Bilzer; Juergen Eyssen; Otto Stelzer. Prepared in its Engl. version with the assistance of James Cleugh]. Thames and Hudson, London 1958.
- Beiträge zum Büchereiwesen, hrsg. vom Dt. Büchereiverband u. vom Verein dt. Volksbibliothekare; Reihe B, Quellen u. Texte / Hrsg. v. Jürgen Eyssen; Rudolf Joerden; Wolfgang Thauer. Harrassowitz, Wiesbaden o. J.
- Lesebuch der Weltliteratur. Stapp, Berlin 1970.
- Sammlung Eyssen, Sammler: Eyssen, Jürgen; Besitzer: Herzog August Bibliothek.[4][5]